# Taka sama (singel Wersow)
Taka sama – singel polskich influencerów, Wersow oraz Friza. Singel został wydany 29 października 2023.
Singel zdobył ponad 5 milionów wyświetleń w serwisie YouTube (marzec 2024) oraz ponad 5 milionów odsłuchań w serwisie Spotify (marzec 2024).

## Nagrywanie
Utwór został wyprodukowany przez Piotra Zborowskiego, Dominica Buczkowskiego-Wojtaszka i Patryka Kumóra. Za mix/mastering i produkcję odpowiada Hotel Torino. Za realizację utworu odpowiada Damian Skoczyk i Piotr Zborowski. Tekst do utworu został napisany przez Carla Fernandesa, Marissę, Patryka Kumóra, Franka Bo, Wersow i Friza.

## Twórcy
Opracowana na podstawie materiałów źródłowych.
- Wersow – wokal, tekst
- Friz – wokal, tekst
- Carla Fernandes – tekst, kompozycja
- Marissa – tekst
- Patryk Kumór – tekst, produkcja
- Frank Bo – tekst
- Dominic Buczkowski-Wojtaszek – produkcja, kompozycja
- Damian Skoczyk – realizacja utworu
- Piotr Zborowski – produkcja, realizacja utworu, kompozycja
- Hotel Torino – produkcja, mix/mastering

## Teledysk
Do utworu powstał teledysk, który udostępniono w dniu premiery singla za pośrednictwem serwisu YouTube.

## Notowania

### Pozycje na tygodniowych listach
| Kraj   | Lista                    | Pozycja |
| ------ | ------------------------ | ------- |
| Polska | OLiS – single w streamie | 71      |